# Mount Dodge
Mount Dodge ist ein 1760 m hoher und hauptsächlich eisfreier Berggipfel in der antarktischen Ross Dependency. Er ragt aus einem Bergrücken auf, der sich von den Prince Olav Mountains im Königin-Maud-Gebirge am Zusammenfluss des Holzrichter- und des Gough-Gletschers in nördlicher Richtung erstreckt.
Mitglieder einer Mannschaft zur Erkundung des Ross-Schelfeises (1957–1958) unter der Leitung des US-amerikanischen Geophysikers Albert P. Crary (1911–1987) entdeckten den Berg. Namensgeber ist der US-amerikanische Mykologe Carroll William Dodge (1895–1988), der im Rahmen der zweiten Antarktisexpedition (1933–1935) des Polarforschers Richard Evelyn Byrd an der Erforschung von Flechten und deren Parasiten maßgeblich beteiligt war.